# Sardion Nadaraja
Sardion Nikołajewicz Nadaraja (gruz. სარდიონ ნადარაია, ros. Сардион Николаевич Надарая, ur. 1903 w guberni kutaiskiej, zm. 26 lutego 1982) – funkcjonariusz radzieckich służb specjalnych, pułkownik bezpieczeństwa państwowego, komendant więzienia NKWD Gruzińskiej SRR, szef osobistej ochrony Ławrientija Berii.

## Życiorys
Urodził się w biednej gruzińskiej rodzinie chłopskiej. W 1921 skończył 5 klas szkoły średniej w Kutaisi, od czerwca 1921 należał do RKP(b), od września 1921 służył w Armii Czerwonej. Od marca do września 1922 był kursantem szkoły wojskowo-politycznej w Tbilisi, od stycznia 1924 do czerwca 1925 był milicjantem w Tbilisi, następnie został funkcjonariuszem GPU ZFSRR. Był pomocnikiem komendanta GPU Gruzińskiej SRR i od 10 lipca 1934 komendanta Zarządu NKWD Gruzińskiej SRR, od 1 stycznia do 20 marca 1936 był naczelnikiem więzienia NKWD ZFSRR, później pomocnikiem pełnomocnika operacyjnego Wydziału Ekonomicznego Zarządu Bezpieczeństwa Państwowego (UGB) NKWD ZFSRR i Gruzińskiej SRR i pełnomocnikiem Oddziału 6 Wydziału 4 UGB NKWD Gruzińskiej SRR oraz następnie Oddziału 5 Wydziału 4 NKWD Gruzińskiej SRR. Od 1 listopada 1937 był pomocnikiem naczelnika, a od 1 września 1938 do 7 stycznia 1939 naczelnikiem więzienia UGB NKWD Gruzińskiej SRR, później pracował w centrali NKWD ZSRR jako pełnomocnik operacyjny Oddziału 3 Wydziału 1 GUGB, a od marca do 31 lipca 1941 Wydziału 1 NKGB ZSRR. Od 8 sierpnia 1941 do 18 maja 1942 był pełnomocnikiem operacyjnym Oddziału 4 Wydziału 1 NKWD ZSRR, potem pełnomocnikiem operacyjnym Oddziału 2 Wydziału 1 NKWD ZSRR, a od 17 maja 1943 do 15 kwietnia 1946 pełnomocnikiem operacyjnym Oddziału 1 Wydziału 2 Zarządu 6 NKGB/MGB ZSRR. Następnie pracował w Zarządzie Ochrony nr 2 MGB ZSRR, od 25 grudnia 1946 do 23 maja 1952 był funkcjonariuszem Głównego Zarządu Ochrony MGB ZSRR i potem do 14 marca 1953 funkcjonariuszem Wydziału 1 Zarządu Ochrony MGB ZSRR jako szef osobistej ochrony Berii i zastępca szefa osobistej ochrony nr 4 Wydziału 1 Zarządu Ochrony MGB. Od 14 marca do 26 czerwca 1953 kierował pododdziałem Wydziału 1 Zarządu 9 MWD ZSRR.
26 czerwca 1953 został aresztowany razem z Berią, a 19 września 1955 na procesie w Tbilisi skazany na 10 lat pozbawienia wolności. Zwolniony 26 czerwca 1963, nie został zrehabilitowany.

## Awanse
- sierżant bezpieczeństwa państwowego (15 września 1936)
- porucznik bezpieczeństwa państwowego
- starszy porucznik bezpieczeństwa państwowego (17 września 1939)
- kapitan bezpieczeństwa państwowego (14 marca 1940)
- podpułkownik bezpieczeństwa państwowego (11 lutego 1943)
- pułkownik bezpieczeństwa państwowego (29 stycznia 1944)

## Odznaczenia
- Order Lenina (21 maja 1947)
- Order Czerwonego Sztandaru (3 listopada 1944)
- Order Czerwonej Gwiazdy (19 grudnia 1937)
- Order „Znak Honoru” (20 września 1943)

I medale.